# GNK Dinamo Zagreb
El GNK Dinamo Zagreb és un equip de futbol de la ciutat de Zagreb, a Croàcia.

## Història
Al final de la Segona Guerra Mundial, els tres principals clubs de futbol de Croàcia (HAŠK, Građanski i Concordia) es van desfer. El 9 de juny de 1945 es creà un nou club a la ciutat que fou anomenat Dinamo (o "Dynamo"). La majoria de jugadors del Građanski, així com l'entrenador s'uniren al Dinamo, que, a més, utilitzà l'antic estadi del HAŠK, a més d'alguns jugadors d'aquest club. També adoptà el color blau del Građanski i des de 1969, l'emblema del club és molt similar al d'aquest club.
L'any 1991 el club canvià el nom per de HAŠK-Građanski, i el 1993 tornà a canviar-lo, adoptant el de Croatia Zagreb. Aquests canvis de nom s'associaren al fet de donar suport al nou estat de Croàcia, recentment format. Els nous noms no van ser plenament acceptats pels seguidors, i el 2000 retornà al seu actual nom: NK Dinamo Zagreb.

## Palmarès

### Tornejos nacionals
- Lliga iugoslava de futbol (4): 1948, 1952, 1958, 1982
- Copa iugoslava de futbol (7): 1951, 1960, 1963, 1965, 1969, 1980, 1983
- Lliga croata de futbol (24): 1993, 1996, 1997, 1998, 1999, 2000, 2003, 2006, 2007, 2008, 2009, 2010, 2011, 2012, 2013, 2014, 2015, 2016, 2018, 2019, 2020, 2021, 2022, 2023
- Copa croata de futbol (15): 1994, 1996, 1997, 1998, 2001, 2002, 2004, 2007, 2008, 2009, 2011, 2012, 2015, 2016, 2018
- Supercopa croata de futbol (5): 2002, 2003, 2006, 2010, 2013

### Torneigs internacionals
- Copa de Fires (1): 1967
- Finalista de la Copa de Fires (1): 1963
- Copa Balcànica de clubs (1): 1977

## Entrenadors destacats
| - August Lešnik - Ico Hitrec - Ratko Kacian - Franjo Glaser - Franjo Wölfl - Ivica Horvat - Željko Čajkovski - Aleksandar Benko - Drago Vabec - Slaven Zambata - Rudolf Belin - Stjepan Lamza - Dražan Jerković - Mladen Ramljak - Snješko Cerin | - Marijan Vlak - Marko Mlinarić - Stjepan Deverić - Borislav Cvetković - Zvjezdan Cvetković - Velimir Zajec - Srećko Bogdan - Zlatko Kranjčar - Goran Vlaović - Davor Šuker - Zvonimir Boban - Dražen Ladić - Igor Cvitanović - Mario Stanić - Zvonimir Soldo - Dario Šimić | - Robert Prosinečki - Ardian Kozniku - Igor Bišćan - Zoran Mamić - Željko Adžić - Mark Viduka - Eddie Krnčević - Branko Strupar - Jens Nowotny - Željko Petrović - Hernán Medford - Dumitru Mitu - Kazuyoshi Miura - Goce Sedloski - Edin Mujčin |